# Đại vương công
Đại vương công (tiếng Latinh: magnus princeps; tiếng Đức: Großfürst; tiếng Nga: великий князь), một số tài liệu ghi là Đại thân vương theo thuật ngữ tiếng Anh grand prince, great prince, là tước vị quý tộc dưới hoàng đế và sa hoàng nhưng trên thân vương (hay Fürst).
Trong nhóm ngôn ngữ Rôman cũng như Anh ngữ, "đại vương công" thường được dịch là "đại công tước" bởi các ngôn ngữ này thường không dùng từ riêng biệt để chỉ hai loại prince: prince trị vì lãnh thổ với tư cách quân chủ ("thân vương") và prince không trị vì ("hoàng tử"). Ngược lại, tiếng Đức, tiếng Hà Lan, các ngôn ngữ Slav và Scandinavia đều dùng từ riêng để diễn đạt hai loại trên, được chuyển ngữ sang tiếng Việt là "hoàng tử" hay "hoàng thân" đối với prinz trong tiếng Đức hay принц trong tiếng Nga; và "vương công" hay "thân vương" đối với fürst trong tiếng Đức hay князь trong tiếng Nga. Trong các ngôn ngữ này, "đại vương công" (tiếng Đức: Großfürst, tiếng Nga: Великий князь) là tước vị riêng biệt với "đại công tước" (tiếng Đức: Großherzog, tiếng Nga: Великий герцог). Về địa vị, đại vương công cai quản nhiều công quốc chư hầu, trong khi đại công tước chỉ cai quản công quốc thuộc sở hữu của mình.
Tước vị đại vương công nguyên thủy giữ địa vị quân chủ của đại công quốc cai quản nhiều công quốc chư hầu (tiếng Anh: grand principality, tiếng Đức: Großfürstentum, tiếng Nga: Великое Княжество). Tuy nhiên, từ thế kỷ 16, tước vị này dần bị lấn át bởi các tước vị Hoàng đế (tiếng Đức: Kaiser) hoặc Sa hoàng (tiếng Nga: Царь). Các lãnh thổ đại công quốc (trên danh nghĩa) như Litva, Transilvania và Phần Lan trong thời gian dài nằm dưới sự cai trị trực tiếp của hoàng đế hoặc sa hoàng. Vị đại vương công độc lập cuối cùng là Ivan IV của Nga, người mà về sau đã đổi tước hiệu của mình Sa hoàng của toàn Nga (Царь всея Руси).
Kể từ thế kỷ 17, ở nước Nga Sa hoàng còn có tước vị xã giao Velikiy knjaz (thường được dịch là "đại thân vương") dành cho các thành viên hoàng tộc Nga, mặc dù những người này không cai trị lãnh thổ nào, tương tự các tước hiệu Infante, Prince và Đại vương công Áo trong các hoàng gia châu Âu.

## Cách dùng trong thời Trung cổ
Trong ngữ tộc Slav và nhóm ngôn ngữ gốc Balt, đại vương công là tước vị của một quân chủ thời Trung cổ; người này đứng đầu một liên minh lỏng lẻo gồm các công quốc cấu thành do các vương công đứng đầu. Nó tương tự như hình thái tổ chức của nhà Chu ở Trung Quốc, với Chu vương giữ vai trò quân chủ trên danh nghĩa, đứng đầu liên minh với các quốc gia chư hầu. Trong thực tế, knjaz trong ngôn ngữ Slav và kunigaikštis trong ngôn ngữ Balt có cùng từ nguyên với vua. Việc sử dụng tước vị đại vương công được xác lập ở Rus Kiev và ở Đại công quốc Litva (từ thế kỷ 14).
Từ thế kỷ 10, tước vị của vương công cai trị Rus Kiev được gọi là Великий князь (Veliky knyaz), được chuyển ngữ sang tiếng Việt là "Đại vương công". Về sau, một số vương công cai quản các thành phố có tầm quan trọng quốc gia (chẳng hạn Moskva, Tver, Yaroslavl, Ryazan, Smolensk) cũng tự xưng tước vị đại vương công. Từ năm 1328, Đại công quốc Moskva trỗi dậy hùng mạnh, giữ vai trò lãnh đạo trên danh nghĩa của toàn Nga và từ từ tập trung hóa quyền lực về tay các Đại vương công Moskva. Đến năm 1547, Ivan IV đăng quang ngôi vị Sa hoàng. Kể từ đó cho đến Cách mạng Nga 1917, tước vị Великий князь chấm dứt cha truyền con nối và chỉ còn là một tước vị chung chung dành cho các thành viên hoàng tộc nhà Romanov. Vì vậy, chúng thường được chuyển ngữ sang tiếng Việt là "Đại thân vương".
Trong tiếng Litva, Didysis kunigaikštis là tước vị của những người cai trị Litva, đồng thời cũng là một trong hai tước vị được quân chủ Thịnh vượng chung Ba Lan & Litva sử dụng. Các vua Ba Lan của nhà Vasa cũng dùng tước vị này cho những người đứng đầu các lãnh thổ ngoài Ba Lan. Tước vị Didysis kunigaikštis thỉnh thoảng còn được Latinh hóa thành Magnus Dux, tức đại công tước.
Năm 1582, vua Johan III của Thụy Điển bổ sung tước vị Đại vương công Phần Lan vào danh sách tước vị thay thế dành cho các vua Thụy Điển, tuy nhiên điều này không hàm ý lãnh thổ; Phần Lan khi này đã nằm trong địa hạt của Thụy Điển.
Nhà Habsburg - cai trị Đế quốc La Mã Thần thánh - cũng dựng nên một thực thể gọi là Đại công quốc Transilvania (tiếng Đức: Siebenbürgen) vào năm 1765.
Sau khi thôn tính Litva và Phần Lan, Sa hoàng Nga tiếp tục dùng tước vị Đại vương công khi nói đến tư cách cai trị Litva (1793-1918) và Phần Lan tự trị (1809-1917). Các tước vị mang tính danh nghĩa khác của Sa hoàng Nga trong thời kỳ này là: "Đại vương công Smolensk, Volynia, Podolia", "Lãnh chúa và Đại vương công Nizhny Novgorod, Chernihiv",...

## Cách viết trong nhiều ngôn ngữ
Dưới đây là cách viết "đại vương công" trong nhiều ngôn ngữ khác nhau:
- Tiếng Ba Lan: wielki książę
- Tiếng Đan Mạch: storfyrste
- Tiếng Đức: Großfürst
- Tiếng Hungary: nagyfejedelem
- Tiếng Latinh: Magnus Princeps
- Tiếng Litva: didysis kunigaikštis
- Tiếng Nga: великий князь (vielikiï kniaz')
- Tiếng Phần Lan: suuriruhtinas
- Tiếng Séc: velkokníže
- Tiếng Serbia: veliki župan
- Tiếng Thụy Điển: storfurste